# Joachim Viebig
Joachim Viebig (* 9. Februar 1921 in Breslau; † 23. Januar 2018 in Eberbach) war ein deutscher Forstdirektor und Träger des Bundesverdienstkreuzes.

## Leben
Joachim Viebig wurde in Breslau als Sohn des Pfarrers Paul Viebig (1876–1940) geboren. Im Alter von 17 Jahren wurde er nach seinem Abitur am Maria-Magdalenen Gymnasium in Breslau zur Wehrmacht eingezogen. Während des Zweiten Weltkriegs wurde er schwer am rechten Arm verwundet. Dennoch ergriff Viebig den Beruf des Försters und studierte in Breslau, Eberswalde und Freiburg Forstwissenschaft. 1945 heiratete er, noch kurz vor Kriegsende in Heidelberg. Von 1952 bis zu seiner Pensionierung im Jahr 1983 war er Forstmeister in Eberbach. Neben dieser Tätigkeit war er vielfältig in Vereinen und der evangelischen Kirche engagiert. So war er berufenes Mitglied im Rechts- und Hauptausschuss der Synode im Kirchenbezirk Neckargemünd-Eberbach und engagierte sich in seiner Heimatgemeinde unter anderem als Chorleiter, Prädikant und Kirchengemeinderatsvorsitzender. In der evangelischen Landeskirche in Baden war er von 1972 bis 1990 Mitglied im Landeskirchenrat sowie im Ältestenrat. Joachim Viebig war zudem jahrzehntelang im Eberbacher Bürger- und Heimatverein engagiert und wurde 2004 zum Ehrenmitglied ernannt. Für sein vielseitiges Engagement in Kirche und Gesellschaft wurde Viebig 1983 das Bundesverdienstkreuz am Bande verliehen, ein Jahr später wurde er mit dem Ehrenring der Stadt Eberbach ausgezeichnet. Joachim Viebig ist der jüngere Bruder des ehemaligen Kreisdekans von Nürnberg, Johannes Viebig (1919–2008).
Nach Joachim Viebig ist die Joachim-Viebig Ruhe in Neckarswimmerbach benannt.